# ASNA1
ASNA1 (англ. ArsA arsenite transporter, ATP-binding, homolog 1 (bacterial)) – білок, який кодується однойменним геном, розташованим у людей на короткому плечі 19-ї хромосоми. Довжина поліпептидного ланцюга білка становить 348 амінокислот, а молекулярна маса — 38 793.
| 10         |  | 20         |  | 30         |  | 40         |  | 50         |
| ---------- |  | ---------- |  | ---------- |  | ---------- |  | ---------- |
| MAAGVAGWGV |  | EAEEFEDAPD |  | VEPLEPTLSN |  | IIEQRSLKWI |  | FVGGKGGVGK |
| TTCSCSLAVQ |  | LSKGRESVLI |  | ISTDPAHNIS |  | DAFDQKFSKV |  | PTKVKGYDNL |
| FAMEIDPSLG |  | VAELPDEFFE |  | EDNMLSMGKK |  | MMQEAMSAFP |  | GIDEAMSYAE |
| VMRLVKGMNF |  | SVVVFDTAPT |  | GHTLRLLNFP |  | TIVERGLGRL |  | MQIKNQISPF |
| ISQMCNMLGL |  | GDMNADQLAS |  | KLEETLPVIR |  | SVSEQFKDPE |  | QTTFICVCIA |
| EFLSLYETER |  | LIQELAKCKI |  | DTHNIIVNQL |  | VFPDPEKPCK |  | MCEARHKIQA |
| KYLDQMEDLY |  | EDFHIVKLPL |  | LPHEVRGADK |  | VNTFSALLLE |  | PYKPPSAQ   |

A: Аланін

C: Цистеїн

D: Аспарагінова кислота

E: Глутамінова кислота

F: Фенілаланін

G: Гліцин

H: Гістидин

I: Ізолейцин

K: Лізин

L: Лейцин

M: Метіонін

N: Аспарагін

P: Пролін

Q: Глутамін

R: Аргінін

S: Серин

T: Треонін

V: Валін

W: Триптофан

Кодований геном білок за функцією належить до гідролаз. 
Задіяний у таких біологічних процесах, як транспорт, ацетилювання. 
Білок має сайт для зв'язування з АТФ, нуклеотидами, іонами металів, іоном цинку. 
Локалізований у цитоплазмі, ядрі, ендоплазматичному ретикулумі.